# Kiyoshi Hatanaka
Kiyoshi Hatanaka (jap. 畑中 清詞, Hatanaka Kiyoshi; * 7. März 1967 in der Präfektur Aichi, Japan) ist ein ehemaliger japanischer Profiboxer. Er war von Februar bis Juni 1991 WBC-Weltmeister im Superbantamgewicht. 

## Boxkarriere
Kiyoshi Hatanaka wechselte 1984 nach 31 Amateurkämpfen in das Profilager und gewann 15 Kämpfe in Folge, davon 10 vorzeitig. Er wurde dabei Japanischer Meister im Superfliegengewicht. Am 4. September 1988 unterlag er beim Kampf um die WBC-Weltmeisterschaft im Superfliegengewicht gegen Gilberto Roman.
Nach sieben weiteren Kämpfen gewann er am 3. Februar 1991 den WBC-Weltmeistertitel im Superbantamgewicht durch TKO in der achten Runde gegen Pedro Décima, verlor den Gürtel jedoch in der ersten Titelverteidigung am 14. Juni 1991 durch eine knappe Punktniederlage an Daniel Zaragoza. Nach diesem Kampf beendete Hatanaka aufgrund einer Augenverletzung seine Karriere, wurde Boxtrainer und eröffnete das Hatanaka Gym in Nagoya.
| Vorgänger    | Amt                                                                        | Nachfolger      |
| ------------ | -------------------------------------------------------------------------- | --------------- |
| Pedro Décima | Boxweltmeister im Superbantamgewicht (WBC) 3. Februar 1991 – 14. Juni 1991 | Daniel Zaragoza |